# Szyłowo (rejon rudniański)
Szyłowo (ros. Шилово) – wieś (ros. деревня, trb. dieriewnia) w zachodniej Rosji, w osiedlu wiejskim Lubawiczskoje rejonu rudniańskiego w obwodzie smoleńskim.

## Geografia
Miejscowość położona jest nad Bierieziną, 10 km od granicy z Białorusią, 15 km od najbliższej stacji kolejowej (Krasnoje), 14 km od drogi magistralnej M1 «Białoruś», przy drogach regionalnych 66N-1612 (66N-1608 / Lubawiczi – Szyłowo – Izubri) i 66N-1614 (66N-1608 / Centnierowka – Kazimirowo – Szyłowo), 15 km od drogi federalnej R120 (Orzeł – Briańsk – Smoleńsk – granica z Białorusią), 5 km od centrum administracyjnego osiedla wiejskiego (Lubawiczi), 15 km od centrum administracyjnego rejonu (Rudnia), 66 km od Smoleńska.
W granicach miejscowości znajdują się ulice: Centralnaja, Ługowaja, Staraja Dieriewnia, Szkolnaja.

## Demografia
W 2010 r. miejscowość zamieszkiwało 126 osób.

## Historia
W czasie II wojny światowej od lipca 1941 roku wieś była okupowana przez hitlerowców. Wyzwolenie nastąpiło w październiku 1943 roku.